# Flisz podhalański

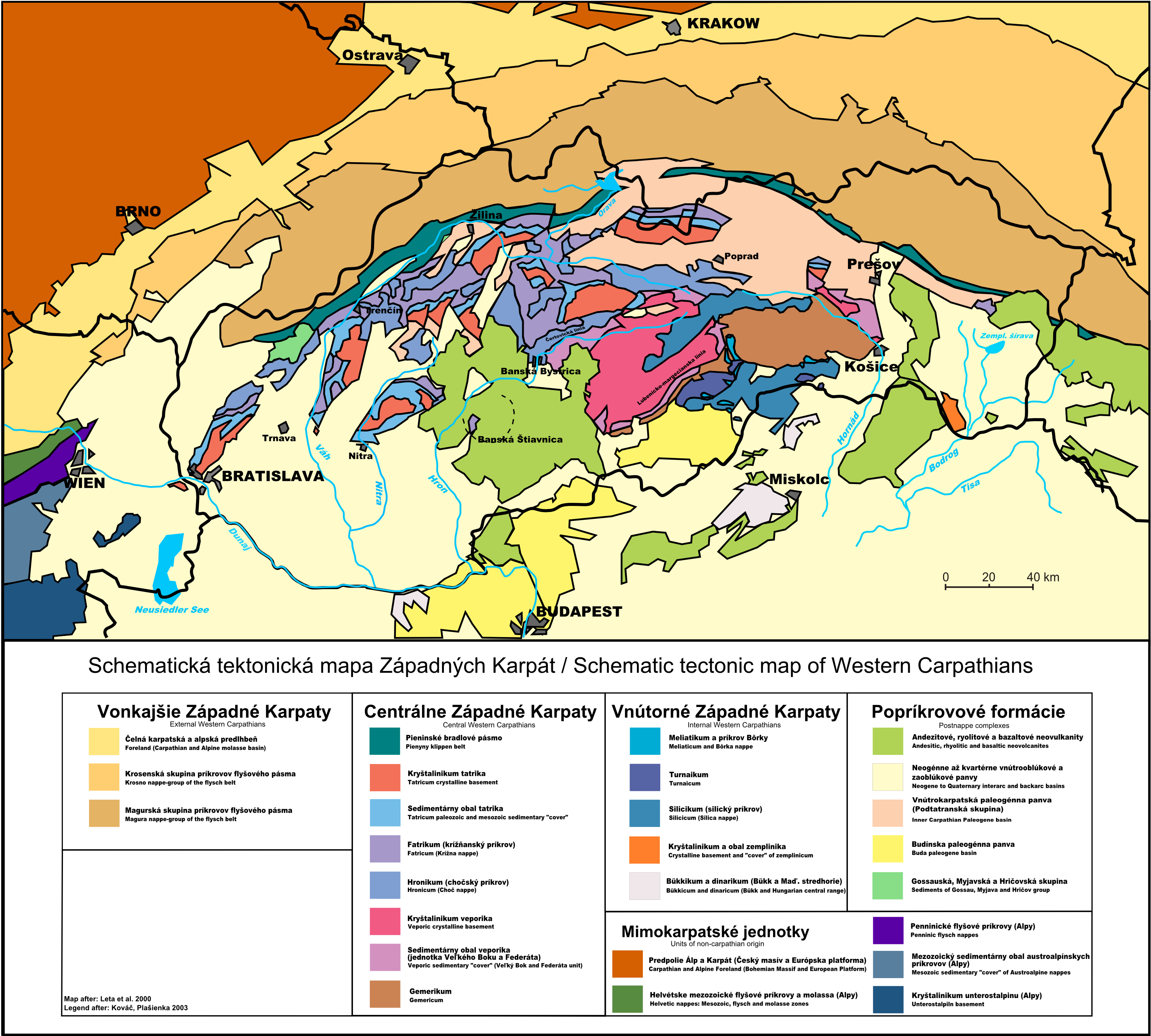
Mapa geologiczna Karpat

Flisz podhalański – seria naprzemianlegle ułożonych warstw skał osadowych morskiego pochodzenia, składająca się z zalegających na przemian ławic i warstw zlepieńców, piaskowców, mułowców i iłowców, rzadziej rogowców i margli. Powstała na dnie morza wskutek działalności tzw. prądów zawiesinowych, które doprowadziły do charakterystycznego, frakcjonalnego uwarstwienia.
Flisz podhalański jest odmianą fliszu karpackiego. Powstał w najwyższym eocenie i oligocenie, po sfałdowaniu i częściowym wypiętrzeniu Tatr.
Z fliszu podhalańskiego zbudowane są: Rów Podtatrzański (Rów Zakopiański z Kotliną Zakopiańską), Pogórze Spisko-Gubałowskie, Kotlina Orawsko-Nowotarska, Obniżenie Liptowsko-Spiskie (Kotlina Liptowska i Kotlina Popradzka).

## Podział
Flisz podhalański dzieli się na następujące warstwy, korelowane w otworach wiertniczych przy pomocy charakterystycznych poziomów litologicznych (od najmłodszych do najstarszych):
- warstwy ostryskie (w części centralnej),
- warstwy chochołowskie (w części centralnej),
- warstwy zakopiańskie (w części południowej),
- warstwy szaflarsko-maruszyńskie (w części północnej).

Warstwy szaflarsko-maruszyńskie reprezentują flisz zlepieńcowo-piaskowcowo-łupkowy;
warstwy zakopiańskie – łupkowy i piaskowcowo-łupkowy; warstwy chochołowskie – flisz piaskowcowo-łupkowy i łupkowo-piaskowcowy; warstwy  ostryskie – flisz piaskowcowy.